# Нижньодінська культура
Нижньодінська культура або раковиноярська культура — археологічна культура нижнього та середнього Подоння мідної доби.

## Датування
Існувала у першій половині IV тисячоріччя до нашої ери.
Сформувалася на Нижньому Подонні. Згодом поширилася за Сіверським Дінцем та на Середнє Подоння де археологи виділяють харківсько-воронізьку культуру (середньодінську культуру).

## Конярство
Основа господарства конярство: розводили на м'ясо, шкури. Кінь був культовою твариною.
За глибокого снігу кінь копитами розгрібає сніг в пошуках корму. Слідом йшли кози, вівці, що було здатні розгрісти сніг де пройшовся кінь, та підбирати те, що залишилося після коней. Такий зимовий випас коней називається «тебенівка», що ще у 18 сторіччя користалися азійські кочовики.

## Гончарство
Кераміка яскрава і сильно відрізняється від неолітичної. Подібність тільки в оформленні дна: воно округле, пригострене.
З'явився посуд з плоским дном, хоча вони занадто малі у діаметрі, щоб ними користуватися. До горішньої частини посуду додається «комірець» — виділений верх. Орнамент найчастіше завдано відбитками гребінцю, хвилястими лініями, а сам посуд зовні має сліди начесу якимось предметом на зразок гребінця.
Конярі ніжньодінської культури вступили у контакти з пізньонеолітічними племенами Середнього Дону. Результатом цих контактів стало переплетіння традицій в оздобленні кераміки. Наприклад, на стоянках над річками Тиха Сосна, Битюг, на стоянці біля села Черкаське зустрічається посуд з комірцем, але мають ямкові вдавлення. Ця ознака (ямки) абсолютно відсутня в самій ніжньодінській культурі.
У ніжньодінській культурі конярів не знайдено виробів з міді.

## Поховання
Могильники одиночні на Нижньому Подонні та на середньому Подонні повністю відсутні.

## Розпад
Нижньодінська культура з невідомих причин зникає та на Нижньому Подонні постає середньостогівська культура, що названа за могильником на Хортиці у Запоріжжі (Телегін 1873; Даниленко, 1974). Середньостогівська згодом просунулася до Дніпра поглинувши частину маріупольської культури.
Середньостогівська культура продовжувала традиції конярства і була багато в чому схожою з репінською культурою, що також раптово змінила харківсько-воронізьку культуру.